# Rolf Rademann
Rolf Rademann (* 4. September 1934 in Markkleeberg) ist ein deutscher Diakon, Kirchenmusikdirektor in Ruhestand und Ehrenbürger der Stadt Schwarzenberg.

## Leben
Rolf Rademann, Sohn eines Bäckers und einer Weißnäherin, wuchs mit fünf Geschwistern und seiner seit 1940 alleinerziehenden Mutter auf, nachdem sein Vater verschollen war. Die Grundlagen seiner musikalischen Ausbildung erwarb er in der Volkshochschule und in privatem Unterricht. 1954 begann er eine Ausbildung zum Diakon an der Fachhochschule für Religionspädagogik in Moritzburg. Von 1958 bis 1962 studierte er Kirchenmusik in Dresden. 1961 übernahm er eine Stelle als Kantor, Diakon und hauptamtlicher Kirchenmusiker in Olbernhau, bevor er 1966 als Kantor an die St.-Georgen-Kirche in Schwarzenberg wechselte. 1983 übernahm er neben dieser Stelle das Amt des Kirchenmusikdirektors im Kirchenbezirk Aue. Ende 2001 trat Rademann in den Ruhestand ein.
Anfang der 2000er Jahre war er als Fachberater für Kirchenmusik im Kulturraum Erzgebirge und Leiter des Schülerorchesters der Musikschule des Landkreises Aue-Schwarzenberg tätig. Er leitete ehrenamtlich den Kirchenchor der Kirchgemeinde Markersbach.
Rademann ist verheiratet und hat vier Kinder, darunter den Chordirigenten und Hochschullehrer Hans-Christoph Rademann.

## Auszeichnungen und Ehrungen
- Euregio-Egrensis-Preis (2000)
- Ehrenbürgerschaft der Stadt Schwarzenberg (2001)[1]